# OMNeT++
OMNeT++ (Objective Modular Network Testbed in C++) ist ein Simulations-Framework, mit dem Rechnernetze und Netzwerkprotokolle simuliert und Leistungsanalysen durchgeführt werden können. Für private und akademische Nutzung ist das Framework kostenfrei unter einer Open-Source-Lizenz erhältlich. Für die kommerzielle Nutzung bieten die Entwickler mit OMNEST eine erweiterte Version von OMNeT++ an. Neben einer grafischen Benutzerführung wird eine Eclipse-basierte Entwicklungsumgebung für die Programmierung zur Verfügung gestellt.
Obwohl OMNeT++ selbst in C++ programmiert wurde, besteht die Möglichkeit, andere Programmiersprachen wie Java und C# zur Entwicklung eigener Module zu verwenden. Diese können in Verbindung mit bereits fertigen Standard-Modulen simuliert werden, um deren Zusammenarbeit zu prüfen. Bei einem Modul kann es sich beispielsweise um ein Netzwerk-Protokoll wie IP oder um eine Hardware-Komponente wie einen Switch handeln. Die Simulation der Module erfolgt nach dem Prinzip der ereignisorientierten Simulation.
Verbreitete Anwendungsfälle bestehen darin, neuartige Echtzeit-Ethernet-Netzwerke im Umfeld der Automatisierungstechnik oder im Umfeld von Multimedia-Streaming zu simulieren, bevor sie in Hardware produziert werden.

## Unterstützte Plattformen
Das Framework ist lauffähig unter Linux und anderen Unix-basierten Systemen, macOS (Version 10.10 und höher) sowie unter Windows 7 und Windows 10.

## Erweiterungen
Durch den modularen Aufbau von OMNeT++ lässt es sich leicht durch Frameworks erweitern. Diese ergänzen den Funktionsumfang um weitere Simulationsmodelle und Protokolle. Eines der am Häufigsten verwendeten Frameworks ist INET welches OMNeT++ um diverse Simulationsmodelle aus dem Bereich des Internets erweitert. Diese lassen sich in folgende Kategorien einteilen:
Anwendungsschicht
Anwendungen wie z. B. HTTP, FTP oder DHCP
Transportschicht
Hauptsächlich SCTP, TCP und UDP
Vermittlungsschicht
Protokolle wie IPv4, IPv6 und ICMP
Routingprotokolle
Routingprotokolle wie z. B. BGP, RIP und Link-State. Es werden auch diverse Protokolle aus dem Bereich der Ad-hoc-Netze (MANET) unterstützt.
Netzzugang
Unterstützung für drahtgebundene (z. B. Ethernet, STP, PPP) sowie drahtlose Standards (z. B. WLAN, IEEE 802.15.4, LTE) für den Netzzugang.
Bewegungsmodelle
Modelle, die die Bewegung der Objekte in der Simulation bestimmen
INET ist auf GitHub verfügbar. Die jeweiligen Module sind unter der LGPL oder der GPL verfügbar.